# Jawhar al-Siqilli
Jawhar al-Siqilli (in arabo جوهر الصقلي‎?, Jawhar al-Ṣiqillī; Ragusa, 911 – Il Cairo, 28 gennaio 992) è stato un generale arabo, di origine siciliana. Conquistò il Nordafrica, dal Marocco all'Egitto per conto dei Fatimidi.

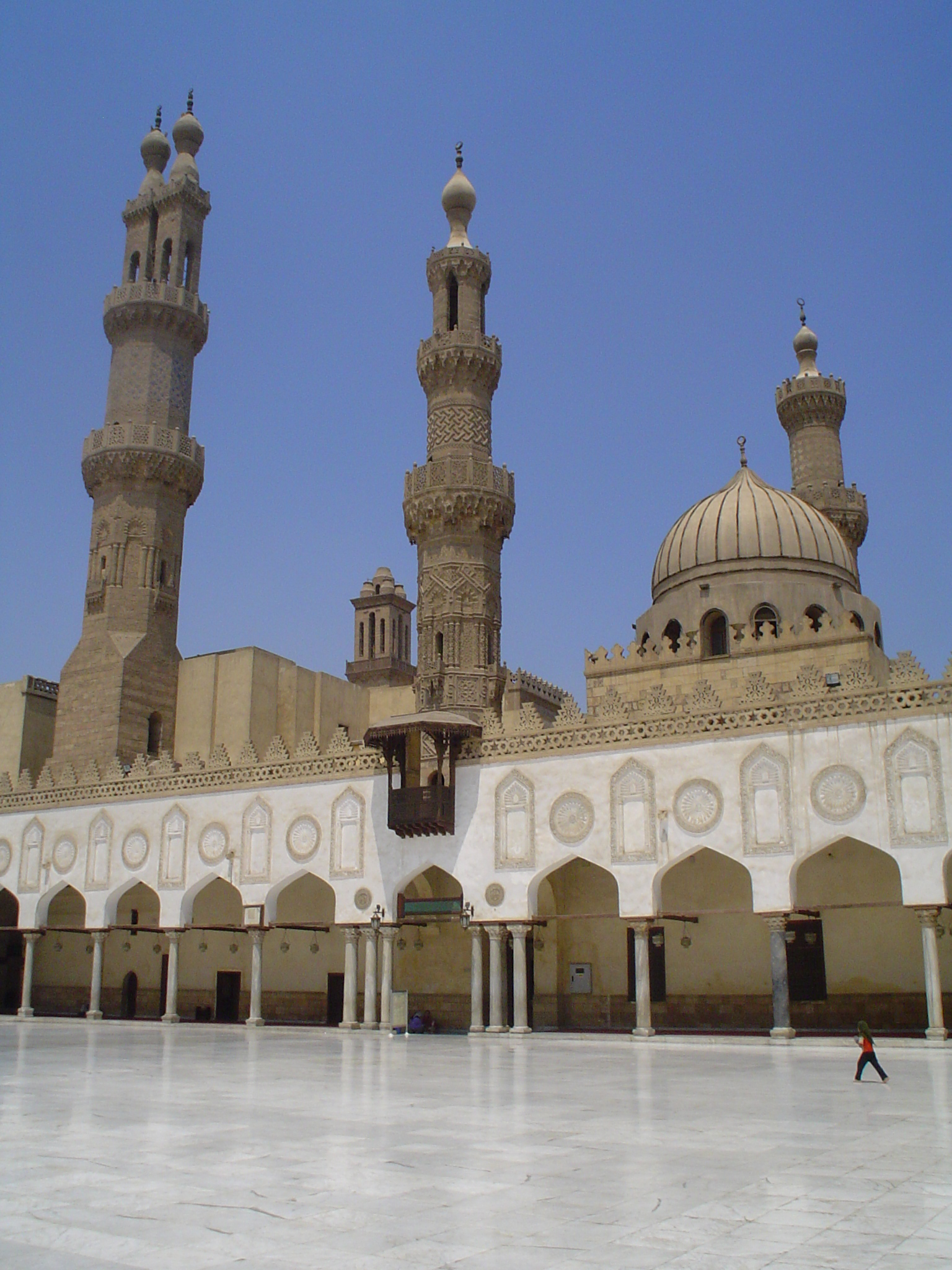
Jawhar iniziò la costruzione della moschea-università al-Azhar, una delle più antiche università del mondo.

Jawhar al-Ṣiqillī, "Jawhar il Siciliano", gettò le basi del grande impero fatimide, in grado di rivaleggiare con Abbasidi di Baghdad e con gli Omayyadi di Cordova, conquistando per i suoi signori - già padroni dell'(Ifrīqiya) - tutto l'Egitto, più tardi arricchitosi con una buona parte della Siria.

Fu anche il fondatore della città di al-Qāhira (Il Cairo) e della grande moschea di al-Azhar, che è anche una delle più antiche università del mondo.
Talvolta al-Ṣiqillī è stato riportato come as-Siqilli, al-Saqalli o as-Saqalli nelle differenti traslitterazioni, così come il Jawhar, confuso talora con Ja'far. La Sicilia stessa era conosciuta come Ṣiqilliyya (Saqaliah o Siqiliah a seconda dell'epoca e del dialetto arabo usato).

## Biografia
Il nome completo era Abū al-Ḥasan Jawhar ibn ʿAbd Allah in arabo أبو الحسن جوهر بن عبد الله الصقلي، المعروف بالكاتب، الرومي‎?, Padre di al-Ḥasan, Jawhar, figlio di ʿAbd Allāh, "il siciliano", noto anche come "il segretario" (kātib), o il bizantino (Rūmī).

### Le origini siciliane
Non sappiamo nulla dei suoi antenati a parte il nome del padre, ʿAbd Allāh. La ragione di ciò è che Jawhar era legato a un gruppo di mawālī (non-arabi) siciliani che erano stati ridotti in schiavitù e deportati dall'Emirato di Sicilia alla città tunisina di Qayrawan, che all'epoca faceva parte dei domini del grande Imamato fatimide dell'Africa nord-occidentale. I suoi antenati erano dei cristiani bizantini, e, in generale, per i non arabi dell'epoca non era previsto il tenere traccia delle loro origini con i loro nomi non-musulmani.
Nel 953, Jawhar fu liberato dall'Imam al-Mu'izz li-din Allah (Il Glorificatore della religione di Dio), che in quell'anno succedette ad Isma'il al-Mansur bi-Nasr Allah (Il reso vittorioso per l'affermazione di Dio), e ben presto Jawhar acquistò posti di sempre maggiore importanza all'interno dell'Imamato.

### Generale arabo
Fu nominato segretario di al-Muʿizz e poi, messo alla testa dell'esercito fatimide, composto da Berberi dei Maghrawa e dei Kutama, conquistò M'Sila.

Tentò poi di penetrare nell'estremo Maghreb (al-Maghrib al-Aqsā, ossia l'attuale Marocco). Durante la sua marcia incontrò Yala ibn Muhammad capo della tribù dei Banu Ifran, per trattare.
Yala b. Muhammad si schierò al fianco dei Fatimidi. Ma, successivamente, Jawhar ordinò ai propri uomini di uccidere Yala e i Banu Ifran reagirono a questa decisione e da quel momento fu guerra tra loro e i Fatimidi.
Nel 959 venne nominato vizir e comandante in capo dell'esercito. Nello stesso anno intraprese con successo la conquista di numerose province del Maghreb. Stabilì qui la sua residenza, governando negli anni successivi.

### La conquista dell'Egitto
Dopo una lunga convalescenza, nel mese di febbraio del 969, Jawhar, che era ormai considerato insostituibile dall'Imam al-Mu'izz li-din Allah, venne incaricato di conquistare l'Egitto, allora sotto il controllo degli Ikshishidi, governatori per conto degli Abbasidi. Poco tempo dopo si impossessò della città di Alessandria senza grandi difficoltà e si diresse verso la città di al-Fustat che immediatamente si arrese.
Immediatamente dopo la vittoria divenne governatore dell'Egitto e si distinse evitando che i propri soldati si dedicassero a depredare la popolazione e ad arraffare bottino di guerra, ma assegnando loro grandi ricompense ed onori. Il suo governo fu tollerante, benevolo e positivo.

### La fondazione del Cairo
Il giorno stesso della conquista di al-Fustat, il 6 giugno 969, Jawhar tracciò il progetto di una nuova città e procedette alla fondazione, su un terreno di 136 ettari, di al-Qāhira (la città attuale del Cairo) e alla costruzione del suo castello. Nel 970 iniziò l'edificazione della moschea e università teologica di al-Azhar nella nuova città: centro della propaganda sciita-ismailita in Egitto. La moschea fu inaugurata 22 mesi dopo. I contingenti dell'esercito, di origine berbera, furono disposti per accantonamenti, che si trasformarono rapidamente in quartieri. Jawhar fece anche costruire un palazzo (Il Palazzo dell'Est) per accogliere il califfo. Il 22 giugno del 972 la moschea fu consacrata e aperta al culto e il 10 giugno 973 tutto era pronto per accogliere il califfo al-Muʿizz li-Dīn Allāh, che vi trasferì la sua capitale.

### La conquista della Siria
Nell'anno 970 inviò i suoi uomini alla conquista della Siria, compito che fu portato a termine con successo. Ma la situazione cambiò a causa dell'ostilità dei Carmati, ismailiti anch'essi ma fortemente ostili alla pretesa dell'Imam fatimide di essere l'Imam "nascosto", e che erano perciò intervenuti contro i Fatimidi. Nel 972 i Siriani e le forze carmate attaccarono l'Egitto, ma Jawhar riprese il comando dei suoi uomini riuscendo a batterli.
Morì il 28 gennaio 992, avendo superato gli 80 anni. La tomba che può attualmente essere visitata nel lato nord dell'università di al-Azhar è considerata quella di Jawhar, ma la questione è controversa e vi è chi sostiene che essa appartenga a uno schiavo turco, un certo Amir Jawhar Qanqabali.